# 8811 Waltherschmadel
8811 Waltherschmadel eller 1982 UX5 är en asteroid i huvudbältet som upptäcktes den 20 oktober 1982 av den rysk-sovjetiska astronomen Ljudmila Karatjkina vid Krims astrofysiska observatorium på Krim. Den är uppkallad efter den tyske journalisten Walther Schmadel (1902–1944).
Asteroiden har en diameter på ungefär nio kilometer och tillhör asteroidgruppen Nemesis.